# Óleo (São Paulo)
Óleo é um município brasileiro do estado de São Paulo. Localizado na Microrregião de Ourinhos e na Mesorregião de Assis, o município está localizado à 300 km da capital paulista. O município é formado pela sede, pelo distrito de Batista Botelho e pelo povoado de Lageado.

## História
Por volta de 1888, com a abertura de uma venda de terras na alta Sorocabana, muitos imigrantes vindos de Minas Gerais, e do Rio de Janeiro, passavam por este local onde faziam pousadas sob a sombra de uma grande árvore de "Óleo", espécie de árvore ainda hoje encontrada nas florestas. Assim o local que era passagem forçada para os tropeiros e viajantes que iam em demanda de Campos Novos, ficou conhecido com o nome de "Pousada de Óleo".
Com o passar dos tempos tornou-se um povoado, já com o nome de Óleo. Cinco proprietários de terras no local resolveram então formar o patrimônio, doando cada um 5 alqueires de terras para a formação do Patrimônio, que teve como Padroeiro o "Senhor Bom Jesus". Foram eles: Francisco Luiz Pereira, Joaquim Nazaré, Carlos Bernardino de Souza, Manoel Galdino de Oliveira e Antonio Pena, considerados os fundadores do município de Óleo.

## Geografia
Localiza-se na Microrregião de Ourinhos e na Mesorregião de Assis, a uma latitude de 22º56'29" Sul e a uma longitude 49º20'31" Oeste, estando a uma altitude de 682 metros. Sua população estimada em 2014 era de 2.652 habitantes.
Possui uma área de 197,9 km².
Possui o distrito de Batista Botelho e o povoado de Mandaguari. É banhado pelo rio Pardo de 70 metros de largura. O município de Óleo é ligado à capital (São Paulo) pela Rodovia Raposo Tavares, da qual está a 14 km e pela Linha Tronco da antiga Estrada de Ferro Sorocabana, desativada em 1999 para o transporte de passageiros e atualmente voltada ao transporte de cargas na região. 

### Demografia (Censo 2000)
População Total: 2.994
- Urbana: 1.773
- Rural: 1.221
- Homens: 1.533
- Mulheres: 1.461
- Densidade demográfica (hab./km²): 15,13
- Mortalidade infantil até 1 ano (por mil): 17,56
- Expectativa de vida (anos): 70,34
- Taxa de fecundidade (filhos por mulher): 2,45
- Taxa de Alfabetização: 91,01%
- Índice de Desenvolvimento Humano (IDH-M): 0,761
- IDH-M Renda: 0,665
- IDH-M Longevidade: 0,756
- IDH-M Educação: 0,862

(Fonte: IPEADATA)

### Hidrografia
- Rio Pardo

### Rodovias
- SP-245
- SP-280

### Ferrovias
- Linha Tronco da antiga Estrada de Ferro Sorocabana [8]

## Infraestrutura

### Comunicações
O sistema de telefones automáticos foi inaugurado na cidade em 1985 pela Telecomunicações de São Paulo (TELESP), que também implantou o sistema de discagem direta à distância (DDD) em 1989 com o código de área (0143). Anteriormente a cidade era atendida pela Companhia de Telecomunicações do Estado de São Paulo (COTESP).
Na década de 90 o código DDD da cidade foi alterado para (014), para padronização do sistema telefônico com a telefonia celular que estava sendo implantada em todo o estado.

## Administração

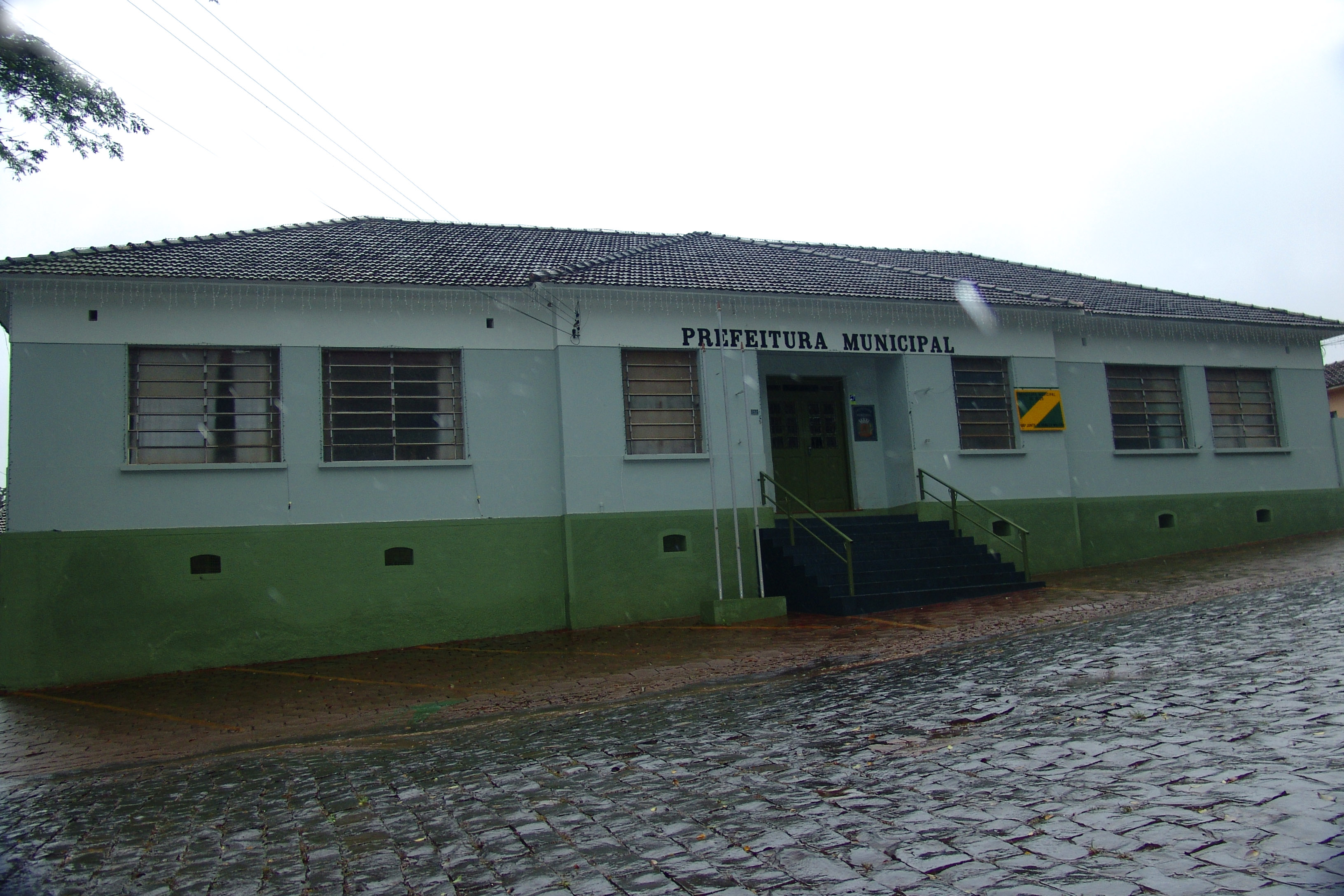
Paço municipal.

- Prefeito: Rubens Esteves Roque (Rubinho) (2017/2020)
- Vice-prefeito: Luiz Roberto Bezerra
- Presidente da câmara: Valter Velo (2017/2018)

## Economia
A força base do município é a agricultura e pecuária, sendo grande produtor de cereais, arroz, milho e café. Possui 378 propriedades agrícolas. A cidade apesar de pequena tem bons comércios, havendo pequenas indústrias locais. 90% das terras do município de Óleo são boas para qualquer tipo de plantio.[carece de fontes?]

## Religião
O Cristianismo se faz presente na cidade da seguinte forma:

### Igreja Católica
- A igreja faz parte da Diocese de Ourinhos.[13]

### Igrejas Evangélicas
Entre as igrejas protestantes históricas, pentecostais e neopentecostais, encontram-se na cidade:
- Assembleia de Deus Ministério do Belém.[16][17]
- Congregação Cristã no Brasil.[18]